# Eigil Bryld
Eigil Bryld (født 27. februar 1971) er en dansk filmfotograf, berømt for sit arbejde i film og tv-serier som House of Cards (2013), In Bruges (2008), You Don't Know Jack (2010), Becoming Jane (2007) og Kinky Boots (2005).
Eigil Bryld voksede op i Danmark og arbejdede som teenager på en lokal tv-station. Han tog en uddannelse i film- og videoproduktion på Gwent College i Wales i 1992. Herefter arbejdede han i London, før han flyttede til New York.
I 2001 vandt Eigil Bryld en BAFTA-pris for bedste fotografering på Wisconsin Death Trip, og blev nomineret til en Primetime Emmy Award for sit filmarbejde på You Don't Know Jack.  
I 2013 var han filmfotograf på Netflix -serien House of Cards,  for hvilken han blev tildelt Primetime Emmy Award for Outstanding Cinematography. 

## Film
| År   | Titel                 | Filminstruktør                      | Noter   |
| ---- | --------------------- | ----------------------------------- | ------- |
| 1996 | Den attende           | Anders Rønnow Klarlund              |         |
| 1997 | Dazlak                | Helke Sander                        |         |
| 1999 | Besat                 | Anders Rønnow Klarlund              |         |
| 1999 | Wisconsin Death Trip  | James Marsh                         |         |
| 2000 | Ved verdens ende      | Anders Rønnow Klarlund              |         |
| 2000 | Før stormen           | Reza Parsa                          |         |
| 2002 | Charlie Butterfly     | Dariusz Steiness                    |         |
| 2003 | To Kill a King        | Mike Barker                         |         |
| 2004 | Oh Happy Day          | Hella Joof                          |         |
| 2005 | The King              | James Marsh                         |         |
| 2005 | Kinky Boots           | Julian Jarrold                      |         |
| 2006 | Pu-239                | Scott Z. Burns                      |         |
| 2007 | Becoming Jane         | Julian Jarrold                      |         |
| 2008 | In Bruges             | Martin McDonagh                     |         |
| 2009 | Paper Man             | Kieran Mulroney og Michele Mulroney |         |
| 2012 | Not Fade Away         | David Chase                         |         |
| 2017 | Tulipanfeber          | Justin Chadwick                     |         |
| 2018 | Ocean's 8             | Gary Ross                           |         |
| 2019 | The Report            | Scott Z. Burns                      |         |
| 2022 | Deep Water            | Adrian Lyne                         |         |
| 2023 | The Machine           | Peter Atencio                       |         |
| 2023 | No Hard Feelings      | Gene Stupnitsky                     |         |
| 2023 | The Holdovers         | Alexander Payne                     |         |
| TBA  | Skabelon:Pending film | Martin Campbell                     | Filming |

## TV-serier
| År   | Titel                | Filminstruktør                                                                  | Noter                                                                                    |
| ---- | -------------------- | ------------------------------------------------------------------------------- | ---------------------------------------------------------------------------------------- |
| 2002 | Forbrydelse og straf | Julian Jarrold                                                                  | 2-delt serie                                                                             |
| 2013 | House of Cards       | David Fincher, James Foley, Joel Schumacher, Charles McDougall og Carl Franklin | 11 afsnit; Primetime Emmy Award for fremragende filmfotografi (for episoden "Kapitel 1") |
| 2016 | Krise i seks scener  | Woody Allen                                                                     | Miniserie                                                                                |
| 2019 | Den højeste stemme   | Kari Skogland og Jeremy Podeswa                                                 | 4 afsnit                                                                                 |
| 2023 | Ekstrapoleringer     | Scott Z. Burns                                                                  | 1 afsnit                                                                                 |

## TV-film
| År   | Titel               | Instruktør     | Noter                                                                      |
| ---- | ------------------- | -------------- | -------------------------------------------------------------------------- |
| 2010 | Du kender ikke Jack | Barry Levinson | Nomineret - Primetime Emmy Award for fremragende filmfotografi til tv-film |
| 2011 | Tilda               | Bill Condon    |                                                                            |
| 2017 | Løgnens troldmand   | Barry Levinson |                                                                            |